# Otto Braun
Otto Braun (Königsberg, 28 de enero de 1872-Locarno, 15 de diciembre de 1955) fue un político alemán, dirigente del Partido Socialdemócrata de Alemania (Sozialdemokratische Partei Deutschlands, SPD) durante la época de la república de Weimar.
Como ministro presidente del Estado Libre de Prusia, Braun tuvo un papel destacado en la consolidación del llamado bastión prusiano (Bollwerk Preußen) en el seno de la república de Weimar. Al contrario de lo que ocurriría en el contexto de la política en el nuevo Estado alemán, Braun consiguió establecer un gobierno estable y duradero en Prusia. Durante su mandato, hubo de acometer la reforma de la administración pública prusiana en el nuevo contexto democrático.
En ocasiones apodado zar rojo de Prusia, Braun aunó su condición de prusiano tradicional con sus convicciones políticas socialdemocrátas. Llevó a cabo una política radical que provocó controversias, aunque siempre dentro del marco de la legalidad. En los últimos años de la república de Weimar, los planteamientos políticos de Braun sucumbieron ante la disolución del gobierno prusiano decretada por el canciller federal Franz von Papen el 20 de julio de 1932. Los intentos de Braun de luchar contra la decisión política no darían resultado y el llamado "golpe prusiano" (Preußenschlag) sería un paso decisivo en la destrucción de la república de Weimar y en el ascenso de Adolf Hitler al poder. Como opositor al régimen nazi, Braun decidió abandonar Alemania y emigrar a Suiza tras el nombramiento de Adolf Hitler como Canciller en enero de 1933.
Tras el final de la Segunda Guerra Mundial, Braun propuso a los Aliados reinstalar el anterior gobierno prusiano elegido democráticamente, propuesta que no fue aceptada debido a la decisión de los vencedores de la contienda de abolir el Estado de Prusia y dividir el territorio de Prusia Oriental entre Polonia y la Unión Soviética. Braun falleció en el exilio en Locarno en 1955.

## Obra
- Otto Braun: Von Weimar zu Hitler ("De Weimar a Hitler"). Europa Verlag Zürich, fechada en 1940, aunque publicada en el otoño de 1939. Otto Braun recibió en 1941 un único pago de 857 francos suizos como honorarios.